# Luftkøling
Luftkøling er en metode til at køle motorer og andre maskiner kun ved at bruge atmosfærisk luft. Ofte er det mindre kompliceret at bruge luftkøling and alternative metoder som vandkøling, og derfor kan maskiner, der luftkøles, være billigere end andre alternativer.
Et system med vandkøling benytter også luftkøling, idet vandet cirkulerer til fra det varme område til en køler, som er luftkølet. Dette kendes bl.a. fra bilmotorer. For at få den maksimale mængde frisk luft, er luftkøleren i reglen placeret forrest, så mest mulig luft kan placere den.